# Langues en Arabie saoudite
La langue officielle de l'Arabie saoudite est l'arabe, parlé dans ses différents dialectes par 85 % de la population du pays.
Langue importante pour les affaires, le commerce, et pour voyager, l'anglais serait au moins parlé par 15 % de la population (2001).[réf. nécessaire] Mais en proportion, c'est une langue étrangère de plus en plus importante chez les plus jeunes, et est une langue généralement maîtrisée par l'élite ainsi que par les personnes fortunées.
Le persan (ou farsi) est souvent parlé en seconde langue par la minorité chiite du Nord Est (région de Dhahran et vers la frontière avec Bahreïn).
Les travailleurs étrangers parlent surtout ourdou, hindi, tagalog, bengali, somali, pendjabi, persan, dari et pachto.
En 2023, le premier Institut Confucius est ouvert en Arabie saoudite. Depuis août 2024, le mandarin est enseigné comme deuxième langue étrangère (après l'anglais) dans les écoles de 6 des 13 provinces.